# Ангас (река)
Ангас (англ. River Angas) — река в Южной Австралии, протекающая по Аделаидским холмам. Впадает в озеро Алегзандрина. Входит в бассейна реки Муррей.

## География
Ангас берёт своё начало на восточных склонах хребта Маунт-Лофти на высоте 232 м над уровнем моря. Верховья находятся возле Макклсфилда, течёт на юг через Страталбин. Впадает в озеро Алегзандрина недалеко от города Миланг. Длина русла — 49 км.
На реке расположены города Макклсфилд, Страталбин и Белвидере.

## История
Река была названа 31 декабря 1837 года во время экспедиции Роберта Кока, Уильяма Финлейсона, А. Уайетта и Дж. Бартона от Аделаиды до озера Алегзандрина. Они писали: «Мы дали этой реке имя Ангас, в честь председателя Южно-австралийской компании, чей интерес и усилия со стороны колонии хорошо известны».